# Assassinats neonazis a Alemanya de 2000-2007
Els assassinats del Bòsfor, que la premsa va denominar assassinats del döner o assassinats del kebab, van ser una sèrie d'actes terroristes a Alemanya entre 2000 i 2007 atribuïts al grup terrorista d'extrema dreta neonazi Nationalsozialistischer Untergrund. Deu persones van ser assassinades a trets i una més va resultar greument ferida per una cèl·lula en la qual presumptament participaven els activistes ultradretans Beate Zschäpe, Uwe Mundlos i Uwe Böhnhardt actuant sota les sigles NSU. En la investigació s'ha implicat a membres dels serveis secrets alemanys.
Les víctimes del NSU van ser ciutadans turcs i un grec. Eren en la seva major part petits empresaris (venedors de döner kebab, carnissers, serrallers o sastres) als qui disparaven a la cara amb una pistola CZ83 a plena llum del dia, per motius xenòfobs i contraris a la multiculturalitat. També van assassinar la policia alemanya Michèle Kiesewetter en un atemptat on el seu company va resultar greument ferit, i van reivindicar l'atemptat amb bomba a Colònia de 2004 en un DVD pòstum. El grup es va autofinançar cometent atracaments. Després d'un atracament fallit, Uwe Mundlos i Uwe Böhnhardt es van suïcidar el 4 de novembre de 2011 per evitar la seva captura mentre que Beate Zschäpe es va lliurar a les autoritats una setmana després.
Va generar gran polèmica al país la raó per la qual la trama terrorista darrere d'aquests assassinats no va ser descoberta al llarg dels anys, en la qual se sospita connivència d'elements en la policia i els serveis secrets. Anteriorment, els crims havien estat atribuïts a la delinqüència comuna de màfies estrangeres.
La cancellera Angela Merkel va declarar a continuació que el "terrorisme d'ultradreta" és "una vergonya" per a Alemanya i va proposar il·legalitzar el Partit Nacional Demòcrata (NPD), d'ideologia ultradretana. El ministre d'Interior Hans-Peter Friedrich havia assegurat uns mesos enrere que "a Alemanya no hi ha indicis de terrorisme d'ultradreta", però després del descobriment dels fets va qualificar aquests atemptats com "una nova forma de terrorisme".
Durant la investigació parlamentària, va quedar en evidència que el servei secret alemany (BFV) va destruir expedients relacionats amb els implicats i altres activistes ultradretans. El director del BFV Heinz Fromm va dimitir al juliol de 2012 com a conseqüència d'aquests fets.

## Llista d'assassinats

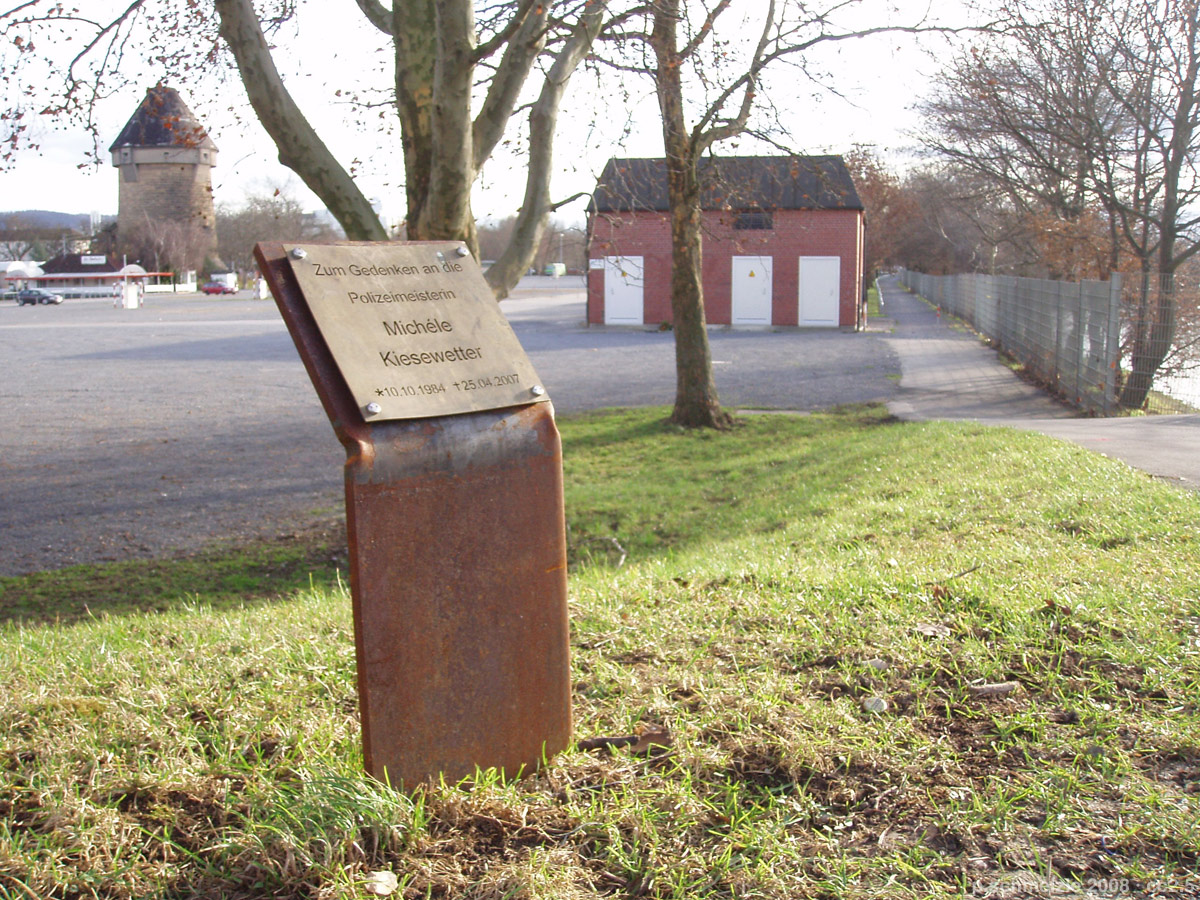
Lloc on va ser assassinada l'agent de policia Michèle Kiesewetter.

| Nom                   | Lloc      | Data            |
| --------------------- | --------- | --------------- |
| Enver Şimşek          | Nuremberg | 9 setembre 2000 |
| Abdurrahim Özüdoğru   | Nuremberg | 13 juny 2001    |
| Süleyman Taşköprü     | Hamburg   | 27 juny 2001    |
| Habil Kılıç           | Múnic     | 29 agost 2001   |
| Yunus Turgut          | Rostock   | 25 febrer 2004  |
| İsmail Yaşar          | Nuremberg | 5 juny 2005     |
| Theodoros Boulgarides | Múnic     | 15 juny 2005    |
| Mehmet Kubaşık        | Dortmund  | 4 abril 2006    |
| Halit Yozgat          | Kassel    | 6 abril 2006    |
| Michèle Kiesewetter   | Heilbronn | 25 abril 2007   |

### Assassinat d'Enver Şimşek
Enver Şimşek era un home de negocis de 38 anys amb arrels turques que regentava diverses parades de flors al sud d'Alemanya. Quan el seu empleat que regentava la parada de Nuremberg va marxar de vacances, el mateix Şimşek va substituir-lo i, la tarda del 9 de setembre de 2000, dos homes armats van disparar-li a la cara morint a l'hospital dos dies després. Va ser la primera víctima de la sèrie. L'arma utilitzada per matar Şimşek, una pistola Ceska (ČZ 83), es va utilitzar en nou assassinats més.

### Assassinat d'Abdurrahim Özüdoğru
El 13 de juny de 2001, Abdurrahim Özüdoğru va ser assassinat per dos trets al cap amb la mateixa pistola que s'havia utilitzat en l'assassinat d'Enver Şimşek. Özüdoğru treballava com a maquinista per a una empresa de Nuremberg, estava fent d'ajudant en una sastreria. L'assassinat va ser descobert per un vianant que va mirar per l'aparador i va veure el cos a la part posterior de la botiga, cobert de sang.

### Assassinat de Süleyman Taşköprü
Només dues setmanes després, el 27 de juny de 2001, entre les 10:45 i les 11:15 hores, Süleyman Taşköprü, de 31 anys, fou assassinat a la seva fruiteria al barri de Bahrenfeld d'Hamburg després de rebre tres trets al cap. Es van utilitzar les mateixes armes que en el primer cas, una CZ 83 i una de 6,35 mm.

### Assassinat de Habil Kılıç
El 29 d'agost de 2001 Habil Kılıç es va convertir en la quarta víctima. Kılıç, de 38 anys, estava casat i tenia una filla, va rebre un tret a boca de canó a la fruiteria que regentava al barri de Ramersdorf, Múnic. Aquest va ser el primer dels dos assassinats comesos a Múnic.

### Assassinat de Mehmet Turgut
Dos anys i mig més tard, a Rostock-Toitenwinkel, el matí del 25 de febrer de 2004, Mehmet Turgut va rebre tres trets al cap i al coll amb una CZ 83, provocant-li la mort a l'instant. Turgut, que havia estat vivint il·legalment a Hamburg, es trobava de visita a Rostock i un conegut li havia demanat que obrís una botiga de döner kebab aquell dia. A causa del vincle de Turgut amb Hamburg, la policia de Rostock va establir una connexió amb la tercera víctima, Süleyman Taşköprü, que la premsa va anomenar "assassinats del kebab".

### Assassinat d'İsmail Yaşar
El 9 de juny de 2005 l'NSU va atacar per tercer cop a Nuremberg. İsmail Yaşar, de 50 anys i originari de Suruç (Turquia), era propietari d'una botiga de döner a Scharrerstrasse. Va ser trobat mort aproximadament a les 10:15 hores del matí amb cinc trets de bala.

### Assassinat de Theodoros Boulgarides
La tarda del 15 de juny de 2005 el serraller Theodoros Boulgarides va ser assassinat a la seva botiga del barri de Schwanthalerhöhe (Múnic). Boulgarides, grec de 41 anys, va ser la segona víctima a Múnic i la primera d'origen no turc. Els diaris locals van escriure després de l'assassinat: "La màfia turca ha tornat a colpejar".

### Assassinat de Mehmet Kubaşık
A primera hora de la tarda del 4 d'abril de 2006, el venedor de diaris Mehmet Kubaşık, de 39 anys i d'origen turc, va ser assassinat al seu quiosc de Nordstadt (Dortmund). Igual que la majoria de les altres víctimes, Kubaşık va rebre un tret al cap. Després d'aquest acte i del que va seguir dos dies després, l'11 de juny, associacions culturals turques van organitzar una marxa silenciosa a Dortmund, on es va commemorar les nou víctimes de la sèrie i es va demanar a les autoritats que n'impedissin una desena.

### Assassinat de Halit Yozgat
El 6 d'abril de 2006, només dos dies després de l'assassinat de Kubaşık, Halit Yozgat va rebre dos trets al cap al cibercafè que feia poc que havia obert a Kassel
Amb motiu d'aquest assassinat hi va assistir un agent de l'Oficina de Protecció de la Constitució de Hesse. Un agent de l'Oficina de Protecció de la Constitució de Hesse va afirmar haver abandonat el local poc abans de l'assassinat, però després va canviar la seva declaració quan es van presentar proves de testimonis que l'havien vist present quan va passar l'assassinat. La seva implicació en el cas va donar lloc a sospites que les agències governamentals podrien estar vinculades d'alguna manera als responsables dels assassinats.

### Assassinat de Michèle Kiesewetter
El 25 d'abril de 2007, l'agent de policia Michèle Kiesewetter i el seu company de servei van ser disparats a boca de canó durant la pausa per dinar a la ciutat de Heilbronn. Kiesewetter, de 22 anys, va morir al moment i el seu company, greument ferit, va estar en coma diverses setmanes. Si bé en els casos anteriors s'assumeix que el motiu va ser la xenofòbia i/o el racisme, no és clar per què Kiesewetter i el seu company van ser atacats. Les teories tant inclouen un vincle personal entre Kiesewetter, que procedia d'Oberweißbach a l'estat de Turíngia, i els presumptes autors que també eren de Turíngia; o el robatori de les seves d'armes de foc, ja que aquestes, una Heckler & Koch P2000, es van trobar el 4 de novembre de 2011 a la caravana on es van suïcidar Böhnhardt i Mundlos, donant lloc a lligar aquest atac amb la sèrie d'assassinats del Bòsfor.